# Danalia gregaria
Danalia gregaria là một loài chân đều trong họ Cryptoniscidae. Loài này được Caullery miêu tả khoa học năm 1908.